# ダナゾール
ダナゾール（英語: Danazol）はテストステロン誘導体であり、婦人科領域で低エストロゲン状態を作り上げる時によく使われる薬物である。製品名はボンゾール(田辺三菱製薬製造販売)。

## 作用機序
- 下垂体で黄体形成ホルモン(LH)、卵胞刺激ホルモン(FSH)の分泌抑制
- 子宮で子宮内膜増殖の抑制
- 卵巣でエストロゲン合成の抑制

## 適応疾患
- 子宮内膜症
- 乳腺症

副作用を防止するために低用量（100～200mg/day）で長期間使用するのが主流である。
適応外使用であるが、先天性角化不全症に用いられることがある。

## 副作用
- 男性化症状
  - 体重増加
  - にきび
  - 多毛
  - 嗄声（かすれ声）

- その他の症状
  - 血栓症
  - 肝機能障害
  - 耐糖能低下